# Michel Teló
Michel Teló (Medianeira, 21 januari 1981) is een Braziliaanse zanger en componist.

## Loopbaan
Teló maakte van 1997 tot 2008 deel uit van de band Grupo Tradição. Hierna ging hij solo en maakte hij drie albums. Met het nummer Ai se eu te pego! scoorde hij een internationale hit.

## Privé
Teló was van 2008 tot en met 2012 getrouwd. Hij is in 2014 getrouwd met een andere vrouw.

## Discografie

### Albums
| Album met eventuele hitnotering(en) in de Nederlandse Album Top 100 | Datum van verschijnen | Datum van binnenkomst | Hoogste positie | Aantal weken | Opmerkingen |
| ------------------------------------------------------------------- | --------------------- | --------------------- | --------------- | ------------ | ----------- |
| Balada sertaneja                                                    | 19-09-2009            | -                     |                 |              |             |
| Ao vivo                                                             | 14-08-2010            | -                     |                 |              | Livealbum   |
| Na balada                                                           | 18-12-2011            | 21-01-2012            | 13              | 30           | Livealbum   |

| Album met hitnotering(en) in de Vlaamse Ultratop 200 albums | Datum van verschijnen | Datum van binnenkomst | Hoogste positie | Aantal weken | Opmerkingen |
| ----------------------------------------------------------- | --------------------- | --------------------- | --------------- | ------------ | ----------- |
| Na balada                                                   | 2011                  | 28-01-2012            | 14              | 33           | Livealbum   |

### Singles
| Single met eventuele hitnotering(en) in de Nederlandse Top 40 | Datum van verschijnen | Datum van binnenkomst | Hoogste positie | Aantal weken | Opmerkingen                                                             |
| ------------------------------------------------------------- | --------------------- | --------------------- | --------------- | ------------ | ----------------------------------------------------------------------- |
| Ai se eu te pego!                                             | 12-12-2011            | 31-12-2011            | 1(11wk)         | 29           | Nr. 1 in de Single Top 100 / 3x Platina / Bestverkochte single van 2012 |
| Bara bara                                                     | 2012                  | -                     |                 |              | Nr. 60 in de Single Top 100                                             |

| Single met hitnotering(en) in de Vlaamse Ultratop 50 | Datum van verschijnen | Datum van binnenkomst | Hoogste positie | Aantal weken | Opmerkingen                                                             |
| ---------------------------------------------------- | --------------------- | --------------------- | --------------- | ------------ | ----------------------------------------------------------------------- |
| Ai se eu te pego!                                    | 2011                  | 24-12-2011            | 1(8wk)          | 36           | Nr. 1 in de Radio 2 Top 30 / 2x Platina / Bestverkochte single van 2012 |
| Bara bara                                            | 2012                  | 06-10-2012            | 42              | 2            |                                                                         |

### NPO Radio 2 Top 2000
Van Michel Teló stond alleen Ai se eu te pego! in 2012 in de NPO Radio 2 Top 2000, op plek 989.

### Dvd's
| Dvd's met hitnoteringen in de Nederlandse Music Top 30 | Datum van verschijnen | Datum van binnenkomst | Hoogste positie | Aantal weken | Opmerkingen |
| ------------------------------------------------------ | --------------------- | --------------------- | --------------- | ------------ | ----------- |
| Na balada                                              | 2012                  | 07-04-2012            | 10              | 7            |             |